# Буєнка
Буєнка (пол. Bujenka) — село в Польщі, у гміні Цехановець Високомазовецького повіту Підляського воєводства.
Населення — 224 особи (2011).
У 1975-1998 роках село належало до Ломжинського воєводства.

## Демографія
Демографічна структура станом на 31 березня 2011 року:
|          | Загалом | Допрацездатний вік | Працездатний вік | Постпрацездатний вік |
| -------- | ------- | ------------------ | ---------------- | -------------------- |
| Чоловіки | 114     | 20                 | 79               | 15                   |
| Жінки    | 110     | 26                 | 58               | 26                   |
| Разом    | 224     | 46                 | 137              | 41                   |